# قياس (رياضيات)

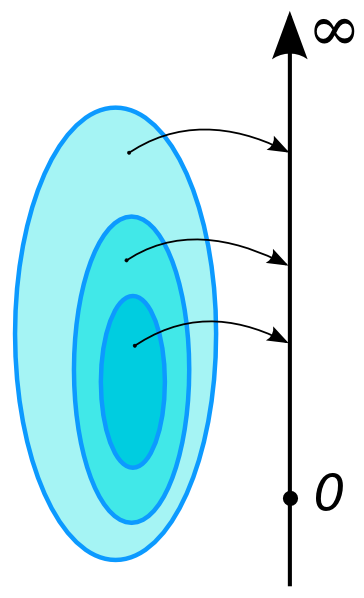

يعتبر القياس في الرياضيات دالة تقوم بربط عدد ما يدعى الحجم أو السعة أو الاحتمال بمجموعة جزئية من مجموعة كبرى. وهذا المفهوم للقياس الرياضي يعتبر أساسيا في التحليل الرياضي ونظرية الاحتمالات. تطور هذا المفهوم من الحاجة لإجراء مكاملة على مجموعات اعتبارية غير معينة بدلا من إجراء التكامل بالطريقة التقليدية.
نظرية القياس تشكل أحد أجزاء التحليل الحقيقي الذي يبحث في جبر-σ، القياسات، دوال القياس والتكاملات. وتعتبر ذات أهمية خاصة في نظرية الاحتمالات والإحصاء.

## التعريف الرسمي
رسمياً، القياس μ هو عبارة عن دالة
معرفة على جبر-σ يدعى (Σ) على المجموعة X بقيم ضمن المجال [0، ∞] بحيث يتم تحقيق الخواص التالية :
- المجموعة الخالية لها قياس صفر:

{\displaystyle \mu (\varnothing )=0;}
- قابلية الإضافة العدودة أو قابلية الإضافة-سيغما: إذا كان E1، E2، E3،... عبارة عن متتالية عدودة من مجموعات متفارقة disjoint sets مثنى مثنى ضمن Σ، فيكون قياس اجتماع جميع E مساويا ل مجموع القياسات لجميع E:

{\displaystyle \mu \left(\bigcup _{i=1}^{\infty }E_{i}\right)=\sum _{i=1}^{\infty }\mu (E_{i}).}
The الثلاثية (X،Σ،μ) تدعى عندها فضاء القياس measure space، وعناصر Σ تدعى مجموعات مقيسة أو قابلة للقياس measurable sets.